# Koupaliště Dubice

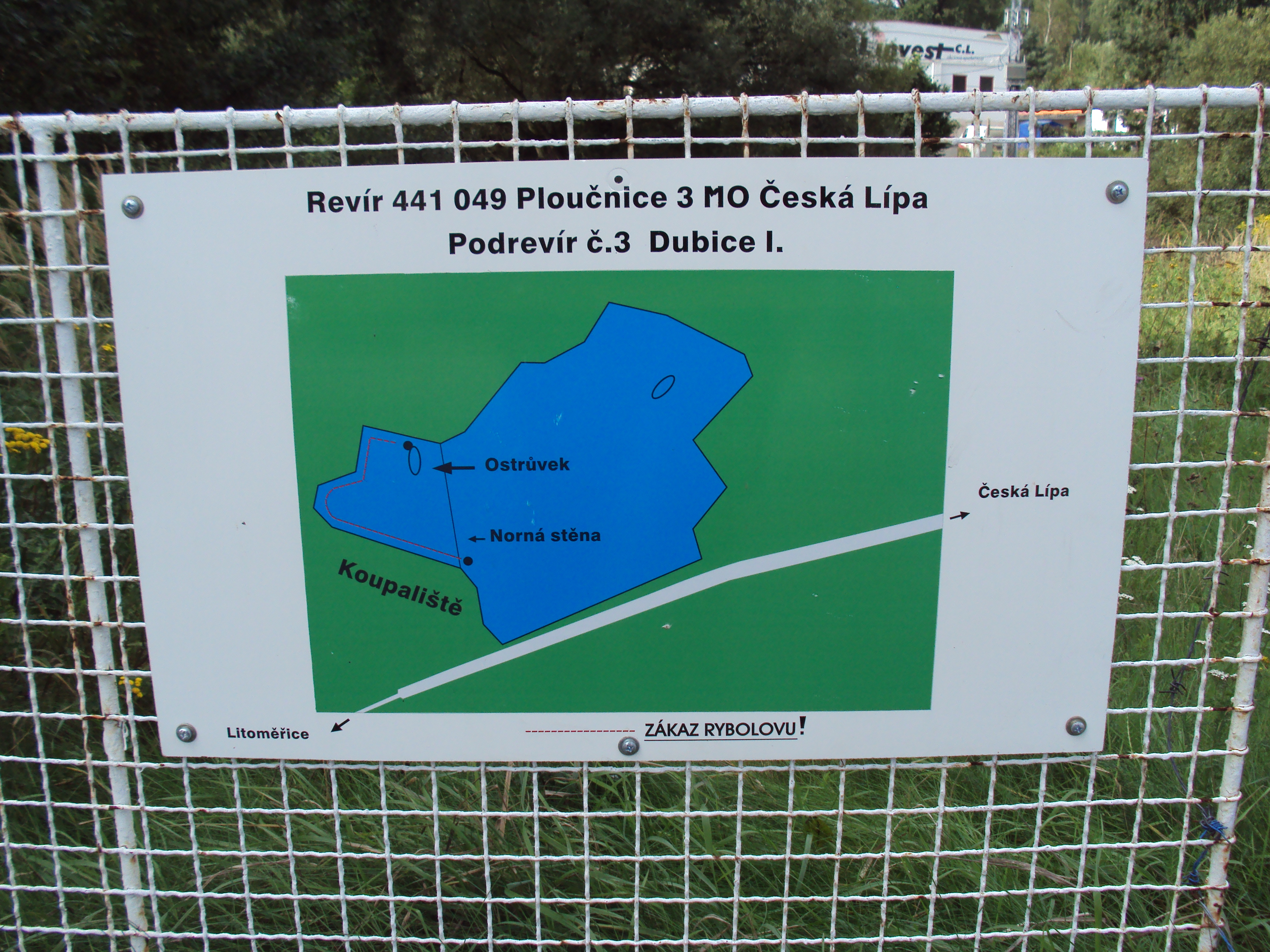
Koupaliště Dubice dle plánku u vrat

Koupaliště Dubice vzniklo zatopením někdejší pískovny v českolipské čtvrti Dubice v okrese Česká Lípa a bylo upraveno pro koupání v roce 1979. Byl u něj vybudován kemp a velké parkovací plochy. Protože je zde nadměrný výskyt sinic, je zde již koupání několik let krajskými hygieniky omezováno.

## Základní údaje
Koupaliště v Dubici je v jižní části města Česká Lípa poblíž soutoku Robečského potoka a Ploučnice. Na některých mapách bývá označeno jako Pískovna. Vede kolem něj po druhé straně silnice (Litoměřická ulice) červeně značená mezinárodní trasa pro pěší turisty E10, která pokračuje do nedaleké národní přírodní památky Peklo, a žlutě značená trasa 6960 z České Lípy na jih k Holanským rybníkům. Z vodohospodářského hlediska náleží k Povodí Ohře. Rozloha je 10 ha, je ve výšce 240 m n. m.
V areálu koupaliště byl vybudován autokemp na ploše 7500 m² pro 100 osob. V roce 1989 byl zařazený do kategorie B, provozovatelem byla Drobná provozovna MěstNV Česká Lípa. Na ploše bylo postaveno 20 pětilůžkových chatek.

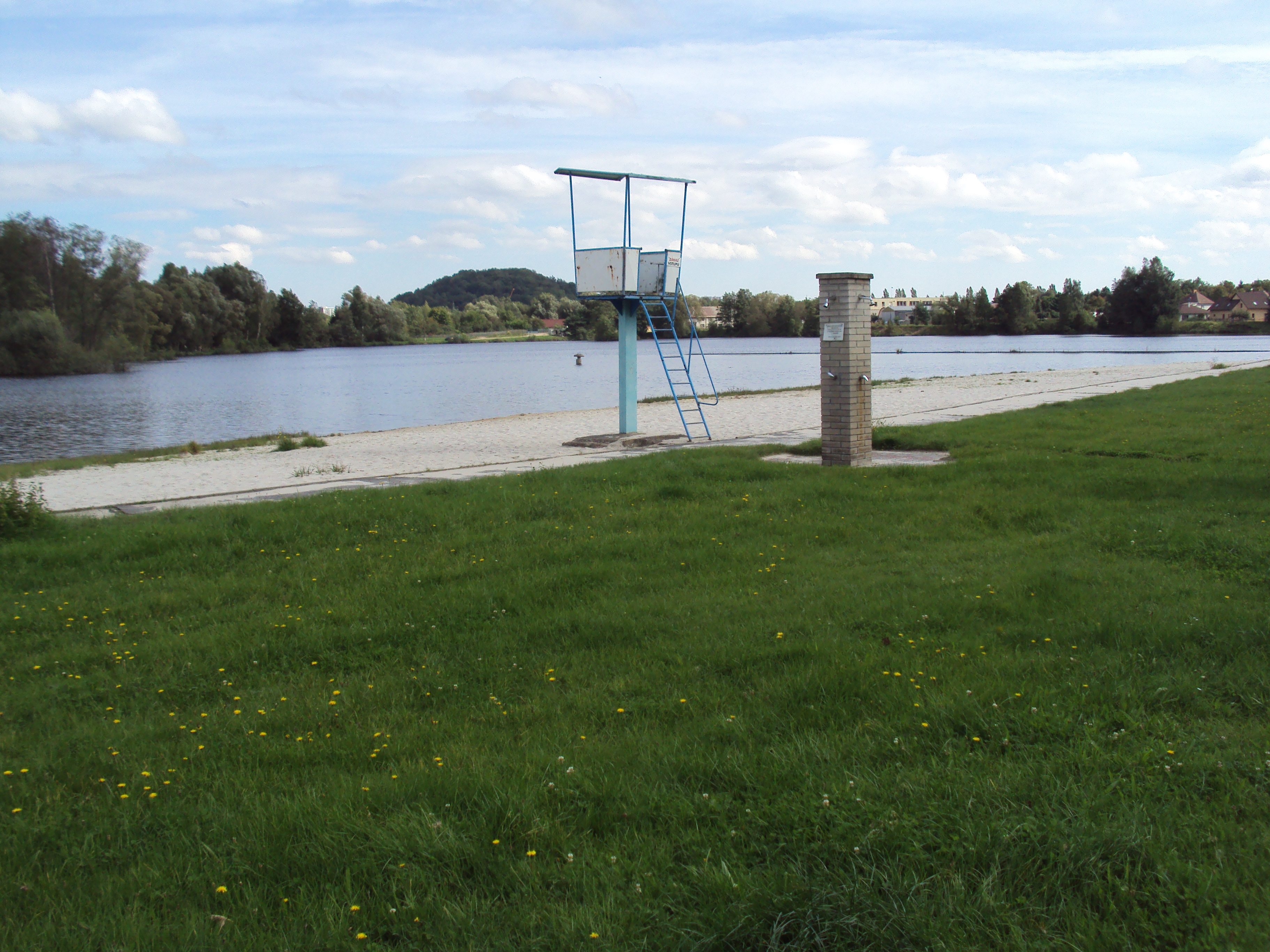
Osiřelá plocha koupaliště

Protože hygienici nedovolují řadu let kvůli kvalitě vody koupání, nevyužívaný areál začal po roce 2000 chátrat. V roce 2014 radnice rozhodla zařízení opravit.

## Rybaření
Koupaliště, kde jsou nasazeny ryby, je z hlediska Českého rybářského svazu zařazeno do rybářského revíru 441049 Ploučnice, podrevíru č. 3 Dubice I. Je ve správě místní rybářské organizace MO ČRS Česká Lípa. Vedlejší pískovna a rybníky jsou jimi označeny Dubice II a Dubice III.